# 基法
基法（Kiffa）位于毛里塔尼亚南部，是阿萨巴省的首府。基法的經緯度在16°38′N 11°24′W / 16.63°N 11.4°W，距海岸有370英哩，在毛里塔尼亚南部Aoukar沙漠的西邊。基法的南部有製作著名的基法珠。